# Babilla
Babilla (arab. بابيلا) – miejscowość w Syrii, w muhafazie Idlib. W 2004 roku liczyła 2536 mieszkańców.